# ماکینو تاداماسا
ماکینو تاداماسا ((به ژاپنی: 牧野 忠雅 Makino Tadamasa); ۲ دسامبر ۱۷۹۹ – ۳۰ نوامبر ۱۸۵۸) سیاستمدار و روجو اهل ژاپن بود.